# بايج ماثيوز
بايج ماثيوز ميتشل Paige Matthews هي شخصية خيالية في مسلسل المسحورات لعبت دورها روز مكجوان وابتكرها براد كيرن، تعد بايج الأخت الغير الشقيقة للمسحورات الأصليات(برو،بايبروفيبي هاليويل) من أمهن الساحرة ومرشدها الأبيض مما يجلعها نصف ساحرة/نصف مرشده بيضاء وهذا ينطبق على قدراتها السحرية أيضا، ظهرت بايج بعد وفاة برو مباشرة في السلسة وحضرت جنازتها بعد التعويذة السحرية التي ألقتها بايبر بطريقة غير مباشرة والتي كان الغرض منها أعادة برو إلى الحياة، وفي غضون الجنازة ألتقت بايج بأختها فيبي حيث شعرت فيبي من أنها تعرفها من قبل مع أنها لم يسبق لها أن ألتقتها من قبل حين صافحت يدها راودها رؤية بالشرير الذي قتل برو يهاجم بايج فأسرعت هي وكول بأنقادها منه وبعد نجت بايج اكتشفت فيبي وبايبر من أنها أختها الغير الشقيقة وقد أخبرتاها بذلك وعن كونها ساحرة وعن كل شيء يتعلق بحياتها وعائلتها الفعلية، في البداية لم تحظ بايج ببداية موفقة معهن ولكنها أنضمت اليهم فيما بعد وبذلك ولدت قوة الثلاث والمسحورات من جديد حيث شاركتهم بايج في مهمة المسحوات في القضاء على الشر والقوى الشيطانية.